# 伴田万理子
伴田 万理子（ともだ まりこ、1970年11月18日 - ）は、日本の女優。株式会社スターズ所属。東京都出身。血液型はB型。

## 人物紹介

### 経歴・特色
- 慶應義塾大学法学部法律学科卒業
- 劇団テアトルエコー付属養成所卒
- 1999年〜2000年 アカペラグループちんどんシスターズにて活動

### 特技
歌(主にジャズ)、殺陣、普通自動車免許、簿記2級

## 出演作品

### 舞台
- ロングクリスマスディナー
- 騎兵たち
- 壊れた風景
- 長女
- デッドエンド
- 三匹の猫物語 (市民劇場TAMA)
- 歌うシンデレラ (市民劇場TAMA)
- 次の出発 (見学者)
- 爪痕 (643ノゲッツー)